# عین سلطان
عین سلطان (به عربی: عین سلطان) یک روستا در تونس است که در استان جندوبه واقع شده‌است. عین سلطان ۸۵۰ متر بالاتر از سطح دریا واقع شده‌است.